# Jim Sturgess
Jim Sturgess, vlastním jménem James Anthony Sturgess (* 16. května 1978 Londýn), je britský herec a zpěvák. Mimo to se též věnuje psaní písňových textů.

## Filmografie

### Film
| Rok  | Název                        | Role              | Poznámky |
| ---- | ---------------------------- | ----------------- | -------- |
| 1994 | Profesor odchází             | Bryant            |          |
| 2005 | Z úst do úst                 | Red               |          |
| 2007 | Across the Universe          | Jude Feeny        |          |
| 2008 | Králova přízeň               | George Boleyn     |          |
| 2008 | Oko bere                     | Ben Campbell      |          |
| 2008 | Štvanec IRA                  | Martin McGartland |          |
| 2009 | Imigranti                    | Gavin Kossef      |          |
| 2009 | Heartless                    | Jamie Morgan      |          |
| 2010 | Útěk ze Sibiře               | Janusz Wieszczek  |          |
| 2010 | Legenda o sovích strážcích   | Soren (hlas)      |          |
| 2011 | Jeden den                    | Dexter Mayhew     |          |
| 2012 | Ashes                        | James             |          |
| 2012 | Atlas mraků                  | více rolí         |          |
| 2012 | Nejvyšší nabídka             | Robert            |          |
| 2013 | Upside Down                  | Adam              |          |
| 2013 | Život naruby                 | Eddie Dodson      |          |
| 2014 | E.A. Poe: Podivný experiment | Edward Newgate    |          |
| 2014 | Únos Freddy Heinekena        | Cor van Hout      |          |
| 2017 | Geostorm: Globální nebezpečí | Max Lawson        |          |
| 2018 | Jeremiah Terminator LeRoy    | Geoffrey Knoop    |          |
| 2018 | Londýnská pole               | Keith Talent      |          |
| 2019 | Berlin, I Love You           | Jared             |          |
| —    | The Other Me                 | Irakli            |          |
| —    | One Thousand Paper Cranes    | —                 |          |

### Televize
| Rok  | Název                   | Role             | Poznámky                |
| ---- | ----------------------- | ---------------- | ----------------------- |
| 1999 | Červený Bedrník: Nuda   | Erik             | 2 díly                  |
| 2000 | Čtvrtek dvanáctého      | Martin Bannister | TV film                 |
| 2000 | Other People's Children | Barry            | díl 1.2                 |
| 2001 | The Residents           | Banjo            |                         |
| 2001 | Heartbeat               | Robert           | díl: „The Long Weekend“ |
| 2001 | Hawk                    | Shop Assistant   | minisérie               |
| 2002 | The Quest               | Young Charlie    | TV film                 |
| 2002 | Judge John Deed         | Gary Patterson   | díl: „Abuse of Power“   |
| 2003 | Inspektor Frost         | Laurence Burrell | díl: „Close Encounters“ |
| 2003 | Rehab                   | Daryll           |                         |
| 2004 | The Second Quest        | Young Charlie    | TV film                 |
| 2004 | The Final Quest         | Young Charlie    | TV film                 |
| 2005 | Poslední detektiv       | Ryan             | díl: „Friends Reunited“ |
| 2016 | Nepříteli nablízku      | Callum Ferguson  | minisérie, 7 dílů       |
| 2016 | Feed The Beast          | Dion Patras      | hlavní role, 10 dílů    |
| 2017 | Hard Sun                | Charlie Hicks    | 6 dílů                  |
| —    | Home Before Dark        | Matthew Lysiak   |                         |